# ژوزف ژول دژارین
ژوزف ژول دژارین (فرانسوی: Joseph Jules Dejerine‎؛ ‏ ۳ اوت ۱۸۴۹ – ۲۶ فوریهٔ ۱۹۱۷) پزشک و متخصص اعصاب اهل فرانسه بود. در جریان جنگ فرانسه و پروس وی به‌عنوان داوطلب در بیمارستان ژنو کار می‌کرد و بعدها از شاگردان آلفرد ولپیان شد. او در سال ۱۸۷۷ آزمایشگاه آسیب‌شناسی بیمارستان بیستر را راه‌اندازی کرد و از سال ۱۸۹۵ پزشک بیمارستان پیتیه-سالپتریر شد. وی همچنین از سال ۱۹۰۱ استاد رشتهٔ تاریخ پزشکی و از سال ۱۹۱۱ استاد عصب‌شناسی دانشگاه پاریس شد. او در سال ۱۸۸۸ با شاگرد خود آگوستا دژارین-کلومپکه ازدواج کرد. دژارین به دلیل استرس و فشار شدید کاری در یک بیمارستان نظامی در طول جنگ جهانی اول دچار ناتوانی جسمی شد و در سال ۱۹۱۷ در اثر اورمی درگذشت.
دژارین یکی از پیشگامان در پژوهش‌های تعیین عملکرد مغز بود و نخستین کسی بود که ثابت کرد خوانش‌پریشی ممکن است در نتیجه ضایعات شکنج فوق حاشیه‌ای و شکنج زاویه‌دار رخ دهد. او همچنین آسیب‌شناسی سندرم تالاموس را مورد بررسی قرار داد.
وی همچنین برندهٔ جوایزی همچون لژیون دونور (شوالیه) شده است.

## اصطلاحات پزشکی مرتبط
- «از دست دادن پوست پیازی حس» دژارین: از دست دادن حس که از دهان و بینی شروع می‌شود و به‌طور متحدالمرکز به سمت خارج گسترش می‌یابد در ضایعات هسته سه قلوی مغز مشاهده می‌شود.
- سندرم حسی-قشری دژارین: از دست دادن حس عمقی و استریوگنوزیس همراه با حفظ سامانه حسی-پیکری، درد، دما و نوسان که در ضایعه لوب آهیانه‌ای دیده می‌شود.
- سندرم دژارین-موزون: یکی دیگر از سندرم‌های لوب آهیانه‌ای با اختلال شدید در حالت‌های اولیه حس (درد، گرما، لامسه و حس نوسان).
- سندرم دژارین: سندرم همی‌پارزی متناوب عصب زیرزبانی که در ضایعات عصبی عروقی بصل النخاع دیده می‌شود. در کشورهای انگلیسی‌زبان، این سندرم را به افتخار جان هاگلینگ جکسون (۱۸۳۵–۱۹۱۱) «سندرم جکسون» می‌نامند.
- سندرم دژارین همچنین می‌تواند به خوانش‌پریشی خالص اشاره داشته باشد.
- فلج دژارین-کلومپکه: فلج شبکه بازویی تحتانی که در حین تولد اتفاق می‌افتد، به‌ویژه با زایمان بریچ. این فلج در واقع به نام آگوستا دژارین-کلومپکه نامگذاری شده است.
- سندرم دژارین-روسی: سندرم ناشی از ضایعات تالاموس خلفی. به همراه پزشک فرانسوی گوستاو روسی (۱۸۷۴–۱۹۴۸) نامگذاری شد.
- بیماری دژارین-سوتاس: یک بیماری ارثی و به آرامی پیشرونده از نوروپاتی محیطی هیپرتروفیک که با اختلال حرکتی و حسی در اندام‌ها در دوران کودکی یا نوجوانی شروع می‌شود. به همراه ژول سوتاس (۱۸۶۶–۱۹۴۵) عصب‌شناس فرانسوی توصیف شد.
- آتروفی اولیووپونتوسربلار دژارین-توماس: نوع غیر ارثی از آتاکسی پیشرونده مزمن.
- سندرم لاندوزی-دژارین: یک شکل ارثی از دیستروفی عضلانی به آرامی پیشرونده که عمدتاً عضلات شانه‌ها و صورت را درگیر می‌کند و الگوی توارثی اتوزومال غالب دارد. ژوزف ژول دژارین آن را به همراه پزشک فرانسوی لویی تئوفیل ژوزف لاندوزی (۱۸۴۵–۱۹۱۷) توصیف کرد.